# ViiV Healthcare
ViiV Healthcare (/viːv/) – фармацевтическая компания, специализирующаяся на разработке методов лечения ВИЧ-инфекции, которая была создана в ноябре 2009 года как совместное предприятие Pfizer и GlaxoSmithKline, когда обе компании передали свои активы, связанные с ВИЧ, новой компании. В 2012 году к компании присоединилась Shionogi. 76,5% компании сейчас принадлежит GlaxoSmithKline, 13,5% – Pfizer и 10% – Shionogi. Эта структура собственности может измениться в зависимости от достижения определенных этапов.
Продукция ViiV Healthcare занимает около 19% мирового рынка ВИЧ, что делает ее второй по величине медицинской компанией после Gilead Sciences, которая работает над лечением ВИЧ. Штаб-квартира ViiV Healthcare находится в Брентфорде в Соединенном Королевстве, и у нее есть офисы в ряде других стран, в том числе; США, Австралия, Бельгия, Канада, Франция, Германия, Италия, Япония, Мексика, Нидерланды, Португалия, Пуэрто-Рико, Россия, Испания и Швейцария.

## Продукты
В настоящее время компания продает 14 продуктов
:
- Нуклеозидные ингибиторы обратной транскриптазы (НИОТ)
  - абакавир (торговая марка Ziagen)
  - ламивудин (торговая марка Epivir и 3TC)
  - зидовудин (торговая марка Retrovir и AZT)
- Ненуклеозидные ингибиторы обратной транскриптазы (ННИОТ):
  - делавирдин (торговая марка Rescriptor)
- Ингибиторы переноса цепи интегразы (INSTIs):
  - долутегравир (торговая марка Tivicay)
- Ингибиторы протеаз:
  - фосампренавир (торговые марки Lexiva и Telzir)
  - нельфинавир (торговая марка Вирасепт)
- Ингибиторы проникновения:
  - маравирок (торговые марки Selzentry и Celsentri)
- Комбинации антиретровирусных препаратов с фиксированными дозами, включая несколько схем приема одной таблетки:
  - Абакавир/Ламивудин (торговые марки Epzicom and Kivexa)
  - Абакавир/Ламивудин/Зидовудин (торговая марка Trizivir)
  - Ламивудин/Зидовудин (торговая марка Combivir)
  - Абакавир/Долутегравир/Ламивудин (торговая марка Triumeq)
  - Долутегравир/Ламивудин (торговая марка Dovato)
  - Долутегравир/Рилпивирин (торговая марка Juluca – в сотрудничестве с Janssen Pharmaceutica)

## Программы доступа к лечению
ViiV Healthcare заявила, что продолжит некоммерческие схемы ценообразования, в которых Pfizer и GlaxoSmithKline участвовали до создания компании. Эта программа охватывает все страны с низким и средним уровнем доходов, а также все страны Африки к югу от Сахары.
Компания также предоставила добровольные лицензии 14 компаниям, производящим дженерики, чтобы позволить дешевое производство и продажу генерических версий продуктов компании в определенных странах и / или регионах.
В марте 2020 года ViiV Healthcare объявила о начале исследования в партнерстве с Программой Райана Уайта  Южно-Каролинского университета для определения эффективности совместных поездок с целью улучшения доступа к медицинской помощи для людей, живущих с ВИЧ.